# Miss Marple au Club du Mardi
Le Club du Mardi continue
Miss Marple au Club du Mardi (The Thirteen Problems dans l'édition originale britannique) est un recueil de treize nouvelles policières écrites par Agatha Christie, mettant en scène Miss Jane Marple.
Ce recueil a été publié initialement en 1932 au Royaume-Uni chez l'éditeur Collins Crime Club, puis en 1933 aux États-Unis chez l'éditeur Dodd, Mead and Company sous le titre alternatif The Tuesday Club Murders.
En France, il est d'abord paru en 1966 scindé en deux volumes distincts : Miss Marple au Club du Mardi (nouvelles nos 1, 2, 3, 4, 10, 11 et 12) et Le Club du Mardi continue (nouvelles nos 8, 6, 5, 9, 13 et 7). En 1991, dans le cadre de la collection « Les Intégrales du Masque », les deux volumes sont réunis sous le titre du premier volume.

## Résumés

### Nouvellesnos1 à 6
Un groupe d'amis est réuni chez Miss Marple à St. Mary Mead : sont présents, son neveu Raymond West, la jeune artiste Joyce Lemprière, l'ex-commissaire de Scotland Yard Sir Henry Clithering, le vieux pasteur Dr Pender et l'avoué Mr. Petherick. La discussion s'oriente sur les meurtres inexpliqués et Joyce propose un jeu : à tour de rôle, chaque mardi, ils proposeront un mystère à résoudre. Le « Club du Mardi » est né. Miss Marple s'avère être étonnement douée à ce jeu...

### Nouvellesnos7 à 12
Un an plus tard, Sir Henry Clithering est de retour à St. Mary Mead, chez le Colonel Arthur Bantry et sa femme Dolly. Mrs Bantry cherche un sixième invité pour le dîner, et à son grand étonnement, l'ex-commissaire lui propose Miss Marple. Sir Henry lui explique comment un an plus tôt, Miss Marple avait trouvé la solution à toutes les énigmes des convives. Mrs Bantry accepte sa proposition dans le but de voir si la vieille dame est capable de démêler le vrai du faux dans l'histoire de fantôme de son mari. Le soir même, en plus des Bantry, de Sir Henry et de Miss Marple, sont réunis autour de la table l'actrice Miss Jane Helier et le Dr Lloyd de l'Hospice. Chacun à tour de rôle soumet un mystère à résoudre, et Miss Marple se trouve encore une fois particulièrement douée à ce jeu...

### Nouvelleno13
Sir Henry Clithering séjourne de nouveau à St. Mary Mead chez les Bantry. Une jeune fille du village est retrouvée noyée, plongeant le village de St Mary Mead dans un profond émoi. Mais voilà que Miss Marple rend visite à l'ex-commissaire pour lui annoncer que la jeune fille a été assassinée et qu'elle connait le meurtrier. Elle lui demande son aide pour débusquer l'assassin, car il est bien le seul qui, grâce aux évènements du « Club du Mardi », croira en sa fabuleuse capacité de déduction...

## Composition du recueil
1. Le Club du Mardi (The Tuesday Night Club)
2. Le Sanctuaire d'Astarté (The Idol House of Astarte)
3. Les Lingots d'or (Ingots of Gold)
4. Le Perron sanglant (The Blood-Stained Pavement)
5. Motif contre occasion (Motive vs Opportunity)
6. Le Pouce de saint Pierre (The Thumb Mark of St Peter)
7. Le Géranium bleu (The Blue Geranium)
8. La Demoiselle de compagnie (The Companion)
9. Les Quatre Suspects (The Four Suspects)
10. Une tragédie de Noël (A Christmas Tragedy)
11. L'Herbe de mort (The Herb of Death)
12. L'Affaire du bungalow (The Affair at the Bungalow)
13. Une noyée au village (Death by Drowning)

L'ordre de publication des nouvelles dans les volumes britannique de 1932 et américain de 1933 a suivi, pour les six premières nouvelles, l'ordre exact qui avait été celui de leur publication en revue, tant au Royaume-Uni qu'aux États-Unis, de décembre 1927 à juillet 1928. Pour les sept nouvelles suivantes, l'ordre de publication en revue au Royaume-Uni n'a pas été respecté, tandis que quatre des nouvelles n'avaient apparemment pas fait l'objet, aux États-Unis, d'une publication en revue avant leur publication dans le recueil.

## Éditions
- (en) Agatha Christie, The Thirteen Problems, Londres, Collins Crime Club, juin 1932, 256 p.
- (en) Agatha Christie, The Tuesday Club Murders, New York, Dodd Mead and Company, 1933, 253 p.
- Agatha Christie (trad. Pauline Verdun), Miss Marple au Club du Mardi, vol. 1, Paris, Librairie des Champs-Élysées, coll. « Le Masque » (no 397), 1966, 191 p. (BNF 32950728)
Agatha Christie (trad. Pauline Verdun), Le Club du Mardi continue, vol. 2, Paris, Librairie des Champs-Élysées, coll. « Le Masque » (no 398), 1966, 191 p. (BNF 32950728)
- Repris dans : Agatha Christie (préf. Jacques Baudou), L'intégrale Agatha Christie, t. 3 : Les années 1930-1933, Paris, Librairie des Champs-Élysées, coll. « Les Intégrales du Masque », 1991, 1241 p. (BNF 35478891)
- Repris dans : Agatha Christie (trad. de l'anglais, postface Jacques Baudou), L'intégrale : Miss Marple, vol. 1, Paris, Éditions du Masque, coll. « Les Intégrales du Masque », mars 2008, 999 p. (ISBN 978-2-7024-3348-5, BNF 41216890)